# Prudente de Morais
Prudente José de Morais e Barros, född 1841, död 1902, var Brasiliens president 1894-1898.